# Bádenské markrabství
Bádenské markrabství (německy Markgrafschaft Baden) byl státní útvar na jihozápadě dnešního Německa, na území historického Bádenska. Po celou jeho existenci mu vládl domácí rod Zähringenů.
Bádensko vzniklo jako markrabství v rámci Švábského vévodství. Původně však zahrnovalo nevelký pruh území na pravém břehu Rýna v okolí Durlachu, Karlsruhe a Baden-Badenu a několik oddělených exkláv severně od Basileje. V letech 1535–1771 bylo Bádensko rozděleno mezi Bádensko-Durlach a Bádensko-Baden, které se roku 1771 znovusjednotily pod vládou durlašské linie. Za ztracená území na levém břehu Rýna bylo Bádensko roku 1803 Napoleonem bohatě odškodněno včetně získání kurfiřtského hlasu a povýšení na Bádenské kurfiřtství.